# Madeleine Pousette
Ester Madeleine Pousette Hovell, ogift Pousette, född 22 juli 1943 i Engelbrekts församling i Stockholm, är en svensk journalist.
Madeleine Pousette är verksam som frilansjournalist, men har också gett ut flera böcker och andra produkter. Hon skriver företrädesvis inom sociala ämnen. Hon är författare till De glömda barnen (1996), Sveriges skolledarförbund 40 år: 1966–2006 (2006), Trygg på jobbet – så förebygger och hanterar du hot, våld och trakasserier mot skolans personal (2009) och Våga fråga, våga lyssna, våga agera! (2011), av vilka den sistnämnda handlar om vikten av att vuxna ser barn vars föräldrar överkonsumerar alkohol.

## Biografi
Madeleine Pousette är dotter till ingenjören Carl-Gustaf Pousette och Margareta, ogift Sjögren. Efter studentexamen 1963 gick hon på Schartaus handelsinstitut där hon tog examen 1965 och på Journalisthögskolan där hon tog examen 1967. År 1975 bedrev hon också akademiska studier vid Stockholms universitet.
Hon var anställd vid Expressen 1968–1970, vid Vingresor i Bulgarien och Österrike 1970–1971, för Håll Sverige Rent-kampanjen 1972–1974, vid Föreningen för giftfria livsmedel 1975 och vid Miljötidningen 1975–1980. 1980 blev hon ansvarig utgivare för tidningen Förskolan. På 1980-talet var hon ordförande i Ulla-Britta Bruuns minnesfond.
Pousette blev senare redaktionschef för Kommunaktuellt. När Kommunaktuellt slogs ihop med Landstingsvärlden för att bilda Dagens Samhälle 2003 var hon tidningens första chefredaktör. År 2005 övergick hon till frilansverksamhet.
Madeleine Pousette är sedan 1976 gift med utredningssekreterare Lars Hovell (född 1948), son till byråchef Bengt Hovell och socialsekreterare Ulla-Britt Hovell.